# Commerce-de-Paris-Klasse
Die Commerce-de-Paris-Klasse war eine Klasse von zwei 110-Kanonen-Linienschiffen 1. Ranges der französischen Marine, die von 1807 bis 1885 in Dienst stand.

## Allgemeines
Im Mai 1804 wurde bei den Arsenalen von Rochefort und Toulon je ein Schiff bestellt, welche als Prototypen für im Arsenal von Antwerpen zu bauende Schiffe gedacht waren. Die von dem Schiffbauingenieur Jacques-Noël Sané entworfene Klasse, stellte dabei eine verkürzte Version der Linienschiffe der Commerce-de-Marseille-Klasse (118 Kanonen) da, wobei die Anzahl der Geschütze pro Batteriedeck um je ein Paar gekürzt wurde. Damit kehrte man zum Konzept der 110-Kanonen-Schiffe von 1779 (siehe Terrible-Klasse, Invincible und Royal-Louis) zurück, mit ähnlicher Bewaffnung und praktisch identischen Abmessungen.
Das im Oktober 1804 in Toulon auf Kiel gelegte Schiff wurde am 7. November 1804 auf den Namen Ville de Paris getauft, aber der Name wurde bereits zwei Wochen später am 22. November auf Commerce de Paris geändert um die im Mai 1803 erfolgte Schenkung von Pariser Kaufleuten zur Finanzierung der Einheit zu würdigen. Das Schiff wurde am 8. August 1806 zu Wasser gelassen und im Juni 1807 in Dienst gestellt. Das in Rochefort erst im April 1805 auf Kiel gelegte Schiff wurde bereits am 21. November 1804 auf den Namen Victorieux getauft, dann aber am 23. Februar 1807 in Iéna umbenannt. Bei ihrem Stapellauf am 30. August 1814 wurde es, auf Grund geänderter politischer Rahmenbedingungen, auf den Namen Duc d'Angoulême getauft, mit kurzzeitiger Rückkehr des alten Namens während Napoleons Herrschaft der Hundert Tage, und am 26. November 1815 in Dienst gestellt.
In den Jahren 1810 bzw. 1811 wurde je zwei Schiffe beim Arsenal von Antwerpen bestellt und im gleichen Jahr noch auf Kiel gelegt, aber keines der Schiffe wurde fertiggestellt. Im Oktober 1811 ordnete Napoleon den Bau von drei weiteren Schiffen in Amsterdam an, aber nur eines wurde bestellt. Diesem folgte 1812 der Auftrag für je ein Schiff in Amsterdam und Rotterdam. Keines dieser Schiffe wurde auf Kiel gelegt.
Bereits im Mai 1808 hatte Frankreich versucht von Spanien die Linienschiffe Santa Ana (112 Kanonen) und San Carlos (94 Kanonen) zu erwerben, aber durch Beginn des spanischen Unabhängigkeitskrieges wurde dies hinfällig. Ebenfalls der von Napoleon im Juni angeordnete Bau von zwei Dreideckern in Cartagena.

## Einheiten
| Name                                                                   | Bauwerft             | Bestellung    | Kiellegung    | Stapellauf                        | Indienststellung                  | Verbleib                                                                 |
| ---------------------------------------------------------------------- | -------------------- | ------------- | ------------- | --------------------------------- | --------------------------------- | ------------------------------------------------------------------------ |
| Commerce de Paris Commerce (ab 1830) Borda (ab 1838) Vulcain (ab 1863) | Arsenal de Toulon    | 14. Mai 1804  | Oktober 1804  | 8. August 1806                    | 15. Juni 1807                     | Verkauft 1885                                                            |
| Duc d'Angoulême Iéna (ab 1830)                                         | Arsenal de Rochfort  | 8. Mai 1804   | 6. April 1805 | 30. August 1814                   | 26. November 1814                 | Am 31. Dezember 1864 aus der Marineliste gestrichen und 1915 abgebrochen |
| Monarque                                                               | Arsenal de Antwerpen | 1810          | April 1810    | Bau zum 1. April 1814 abgebrochen | Bau zum 1. April 1814 abgebrochen | Bau zum 1. April 1814 abgebrochen                                        |
| Hymen                                                                  | Arsenal de Antwerpen | 1810          | Mai 1810      | Bau zum 1. April 1814 abgebrochen | Bau zum 1. April 1814 abgebrochen | Bau zum 1. April 1814 abgebrochen                                        |
| Neptune                                                                | Arsenal de Antwerpen | 15. März 1811 | Mai 1811      | Bau zum 1. April 1814 abgebrochen | Bau zum 1. April 1814 abgebrochen | Bau zum 1. April 1814 abgebrochen                                        |
| Terrible                                                               | Arsenal de Antwerpen | 15. März 1811 | Juni 1811     | Bau zum 1. April 1814 abgebrochen | Bau zum 1. April 1814 abgebrochen | Bau zum 1. April 1814 abgebrochen                                        |

## Technische Beschreibung
Die Klasse war als Batterieschiff mit drei durchgehenden Geschützdecks konzipiert und hatte eine Länge von 60,42 Metern (Geschützdeck), eine Breite von 16,24 Metern und einen Tiefgang von 8,12 Metern bei einer Verdrängung von 2.600/4.755 Tonnen. Sie war ein Rahsegler mit drei Masten (Fockmast, Großmast und Besanmast). Der Rumpf schloss im Heckbereich mit einem Heckspiegel, in den Galerien integriert waren, die in die seitlich angebrachten Seitengalerien mündeten.
Die Besatzung hatte eine Stärke von 1.070 Mann. Die Bewaffnung der Klasse bestand bei Entwicklung aus 110 Kanonen, wobei sich die Anzahl von diesen und das Kaliber im Laufe ihrer Dienstzeit veränderten.
|        | Unteres Batteriedeck    | Mittleres Batteriedeck  | Oberes Batteriedeck     | Backdeck                                         | Achterdeck                                       | Kanonen (Geschossgewicht) |
| ------ | ----------------------- | ----------------------- | ----------------------- | ------------------------------------------------ | ------------------------------------------------ | ------------------------- |
| Design | 30 × 36-Pfünder-Kanonen | 32 × 24-Pfünder-Kanonen | 32 × 12-Pfünder-Kanonen | 16 × 8-Pfünder-Kanonen                           | 16 × 8-Pfünder-Kanonen                           | 110 Kanonen (577,61 kg)   |
| 1806   | 30 × 36-Pfünder-Kanonen | 32 × 24-Pfünder-Kanonen | 32 × 12-Pfünder-Kanonen | 6 × 8-Pfünder-Kanonen 18 × 36-Pfünder-Haubitzen  | 6 × 8-Pfünder-Kanonen 18 × 36-Pfünder-Haubitzen  | 118 Geschütze (716,63 kg) |
| 1828   | 30 × 36-Pfünder-Kanonen | 32 × 24-Pfünder-Kanonen | 32 × 36-Pfünder-Kanonen | 4 × 8-Pfünder-Kanonen 12 × 36-Pfünder-Karronaden | 4 × 8-Pfünder-Kanonen 12 × 36-Pfünder-Karronaden | 110 Geschütze (847,81 kg) |

## Bemerkungen
1. ↑  Die französische Einteilung in Rangklassen wich von der britischen ab. Zum Zeitpunkt der Fertigstellung  der Commerce-de-Paris-Klasse waren französische Schiffe Ersten Ranges Dreidecker mit bis zu 118 Kanonen oder Zweidecker mit 80 Kanonen.